# Zoványfürdő
Zoványfürdő település Romániában, Szilágy megyében.

## Fekvése
Ipp-től északkeletre, Ipp és Szilágyzovány közt fekvő település

## Története
Az Ipp közelében fekvő Zoványi gyógyfürdő keletkezését a 18. század első felére teszik.
A fennmaradt adatok szerint már a 18. század közepén használták egyes betegségek gyógyítására.
A fürdő vize kén-timsós összetételű, melyet a női bajok gyógyításában már akkor nagyhatásúnak tartottak.
Zoványfürdő-t 1859-ben Török József debreceni tanár írta le először.
1889-ből fennmaradt a vármegye akkori főorvosának hivatalos jelentése is, mely szerint a zoványi timsós-vasas fürdő az akkori Magyarország legjobb gyógyhatású fürdőjének számított.
A fürdőt az 1800-as évek közepe táján ugyan kissé elhanyagolták, s csak az 1800-as évek vége felé láttak annak rendbehozatalához. Ekkor a víz vezetéséhez óncsöveket alkalmaztak, s a szobákat, bútorzatot is felújították.
Az 1891 év fennmaradt adatai szerint ekkor 10 lakószoba, és fürdőszobáiban 24 fakád várta az idelátogatókat.
A fürdőt ekkor évi 600 vendég látogatta meg.
A fürdő  akkori bő vízhozamára az 1800-as évek végének feljegyezéseiből következtethetünk; ekkor azt jegyezték fel róla, hogy abban még a nyári nagy szárazságkor sem volt vízhiány.